# Katholisches Vereinshaus Treviris

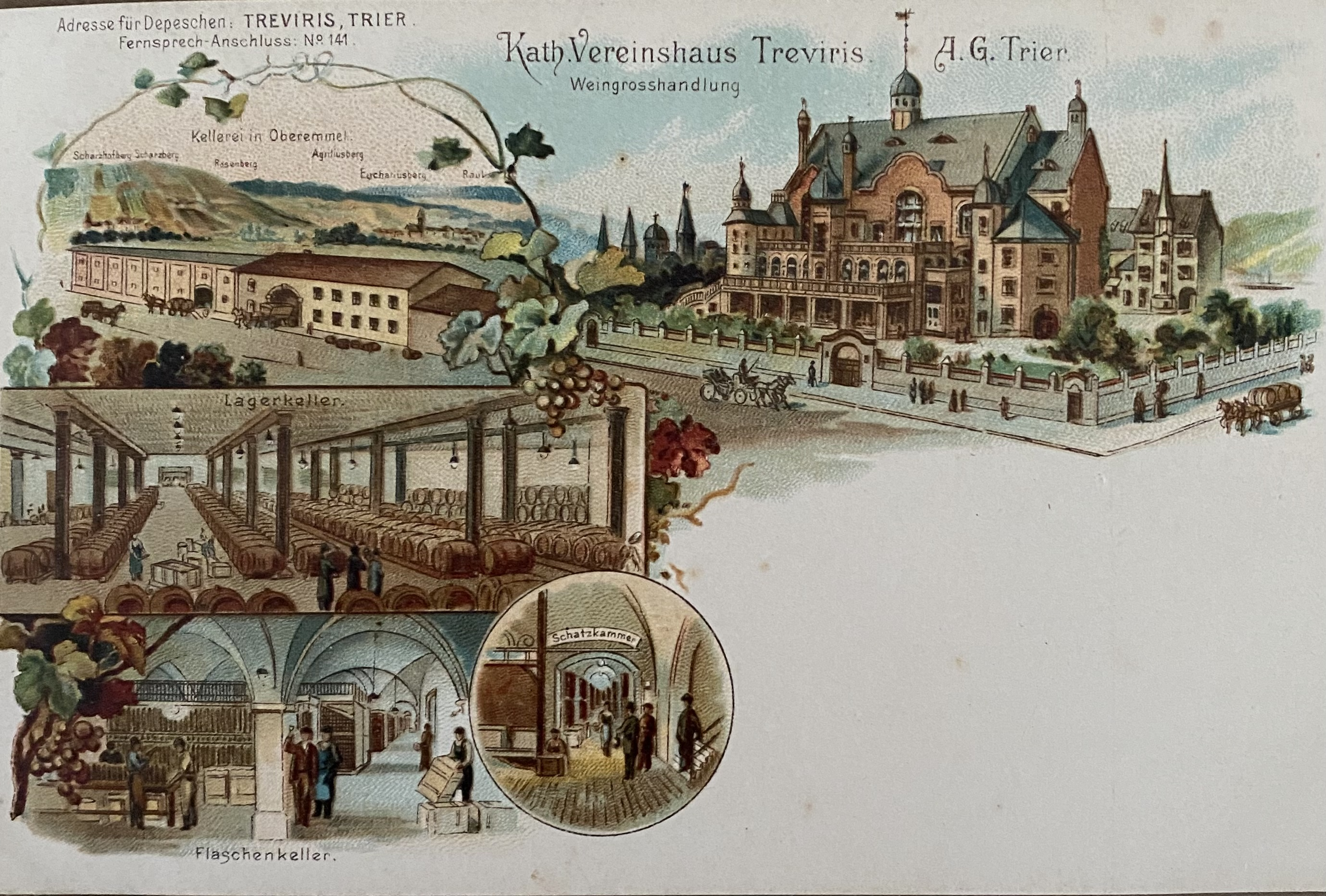
Kath. Vereinshaus Treviris

Das Katholische Vereinshaus Treviris – auch Katholisches Vereinsheim Treviris oder einfach nur kurz Treviris genannt – war ein monumentaler Profanbau, der in Trier an der Jakobstraße stand. An seiner Stelle befindet sich heute die sogenannte Treviris-Passage. Vor dem Komplex liegt eine der zentralen Haltestellen im Trierer Omnibusnetz. Das ab 1895 als katholisches Vereinshaus errichtete Gebäude wurde 1974 abgerissen. Einige Bauelemente blieben erhalten und wurden in den Neubau integriert.

## Geschichte

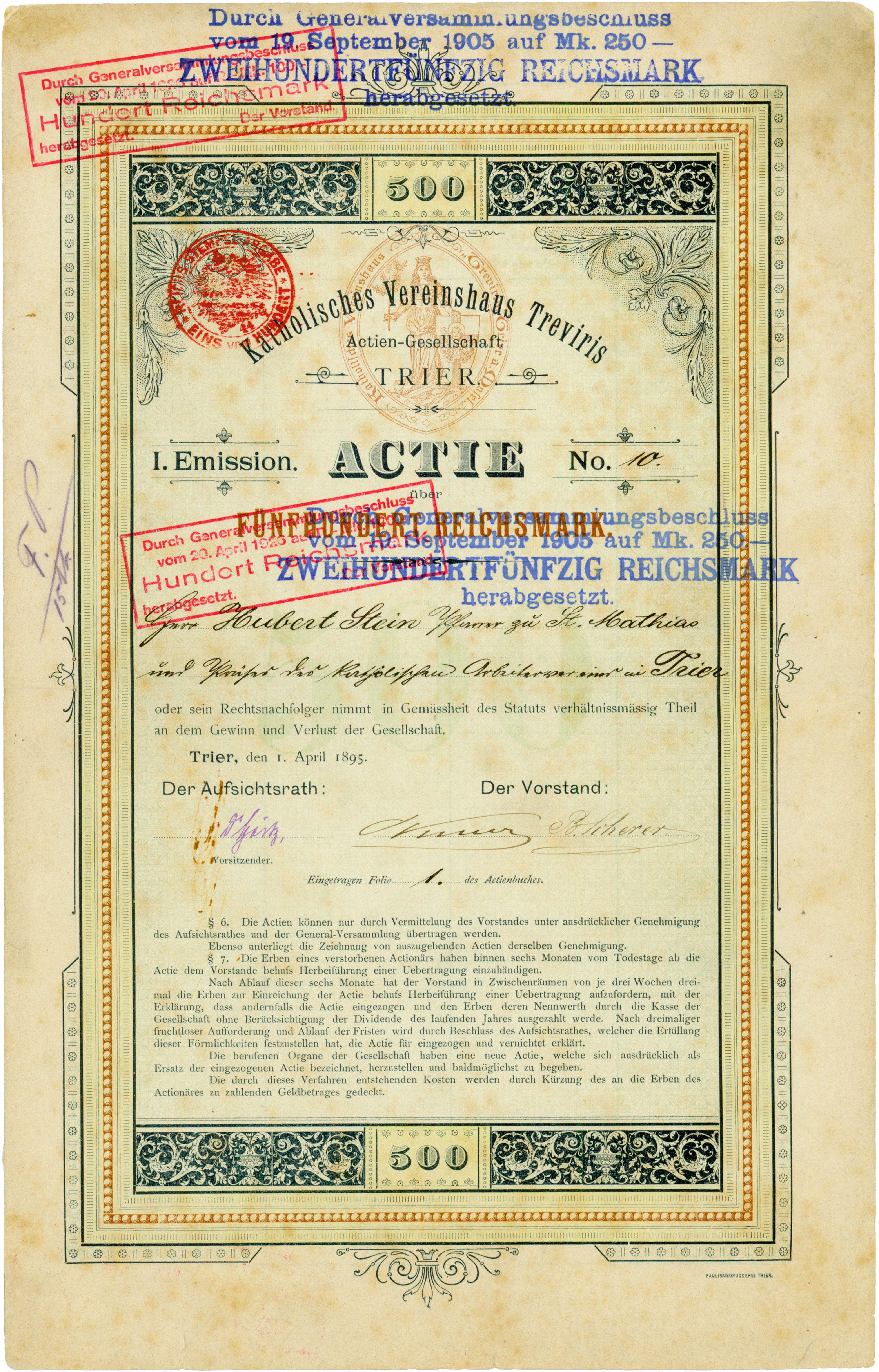
Gründer-Namensaktie über 500 Reichsmark der Katholisches Vereinshaus Treviris AG vom 1. April 1895

An der Stelle des Vereinshauses stand vor seiner Errichtung das Anwesen einer reichen Trierer Schöffenfamilie, das 1232 erstmals als „platea domini Jakobi“ erwähnt wurde und wahrscheinlich mehrere Gebäude und Höfe umfasste. Es wurde nach dem Schultheißen Jakob benannt. Den Namen der Familie trägt heute noch die Jakobstraße.
1895 traten unter der Führung des Rechtsanwalts Dr. Damian Görtz einflussreiche und angesehene Trierer Bürger zusammen, um die Aktiengesellschaft „Katholisches Vereinshaus Treviris“ zu gründen. Deren Ziel war es, „den hierorts bestehenden katholischen Vereinen, insbesondere solchen socialer Wirksamkeit, soweit sie ein Heim nicht haben, Unterkunft zu gewähren und deren Zwecke zu fördern.“ Dabei war von Anfang geplant, dafür ein den englischen People Palace Houses ähnliches Gebäude zu bauen. Zur Finanzierung des Vorhabens wurden in der Jakobstraße 29 eine Wirtschaft sowie eine Weinhandlung betrieben.
Bereits im Gründungsjahr wurden erste Umbauarbeiten unter Leitung des Kreisbaumeisters Eberhard Lamberty durchgeführt, sodass Bischof Michael Felix Korum 1896 das Haus weihen konnte. Zur Einweihungsfeier war als einziger weltlicher Vertreter Oberbürgermeister Karl de Nys eingeladen. Zwei Jahre später, am 10. Juli 1898, wurde der Grundstein zum Treviris-Saalbau gelegt, dessen Pläne der Berliner Architekt August Menken lieferte. Am Bau ebenfalls beteiligt waren Peter Görgen und Eberhard Lamberty.
Bereits 1899 besaß das Vereinshaus eine autonome elektrische Versorgung, obwohl das erste Elektrizitätswerk in Trier erst 1902 eröffnet wurde.
1933 wurde der Träger des Katholischen Vereinshauses Treviris von der NSDAP gezwungen, das Wort „Katholisch“ aus der Firma zu streichen. Andernfalls wäre es seitens der Partei boykottiert worden. Der damalige Dirigent Wilhelm Furtwängler soll Berichten zufolge seinerzeit geschworen haben, nie wieder nach Trier zu kommen, weil der Saal nicht ausverkauft war.
Nachdem das Stadttheater in der Neustraße im Zweiten Weltkrieg zerstört worden war, diente die Treviris ab 1947 als Ersatzspielstätte. Der Umzug wurde 1946 vollzogen. Diese Funktion hatte das Gebäude bis mindestens 1958. 1968 gab es hier zwei extrem gegensätzliche Veranstaltungen: eine Internationale Marx-Kundgebung der Sozialisten und einen CDU-Landesparteitag, bei dem Helmut Kohl als Landesvorsitzender wiedergewählt wurde.
Dennoch war die Zeit großer Gesellschaften im Vereinshaus vorbei. Die hohen Unterhalts- und Renovierungskosten konnten aus dem Erlös der Veranstaltungen nicht mehr gedeckt werden, zumal das Theater wegen zurückgehender Besucherzahlen ins kleinere Bischof-Korum-Haus umzog. Gegen Ende war die Aktiengesellschaft des Vereinshauses hoch verschuldet. Versuche und Bemühungen, die Stadtverwaltung zur Unterstützung der Aktiengesellschaft oder zum Erwerb des Hauses für Veranstaltungszwecke zu bewegen, scheiterten an deren mangelndem Interesse.
Bereits ab 1970 endete der Betrieb im Vereinshaus Treviris. 1974 – als Trier gerade Modellstadt im Europäischen Denkmalschutzjahr war – erfolgte schließlich der Abriss des Saalbaus, die restlichen Gebäude wurden 1982 abgerissen. Dies wurde seitens der Bevölkerung kritisch gesehen, denn wie auch das Neue Trierische Jahrbuch von 1974 schrieb, gab es seinerzeit kaum öffentlich nutzbare Säle in Trier. Zudem galt „die Treviris in ihrer Art ein Baudenkmal ihrer Zeit“. Der Stadtverwaltung hingegen kam der Abriss wahrscheinlich für die Pläne gelegen, Trier autogerecht und vermeintlich modern auszubauen, auch wenn dies bis heute bestritten wird. Als Ersatz für den Verlust der Treviris wurde 1977 am Viehmarktplatz die Europahalle eröffnet, die in ihrer Bauweise dem damaligen Zeitgeist entspricht.

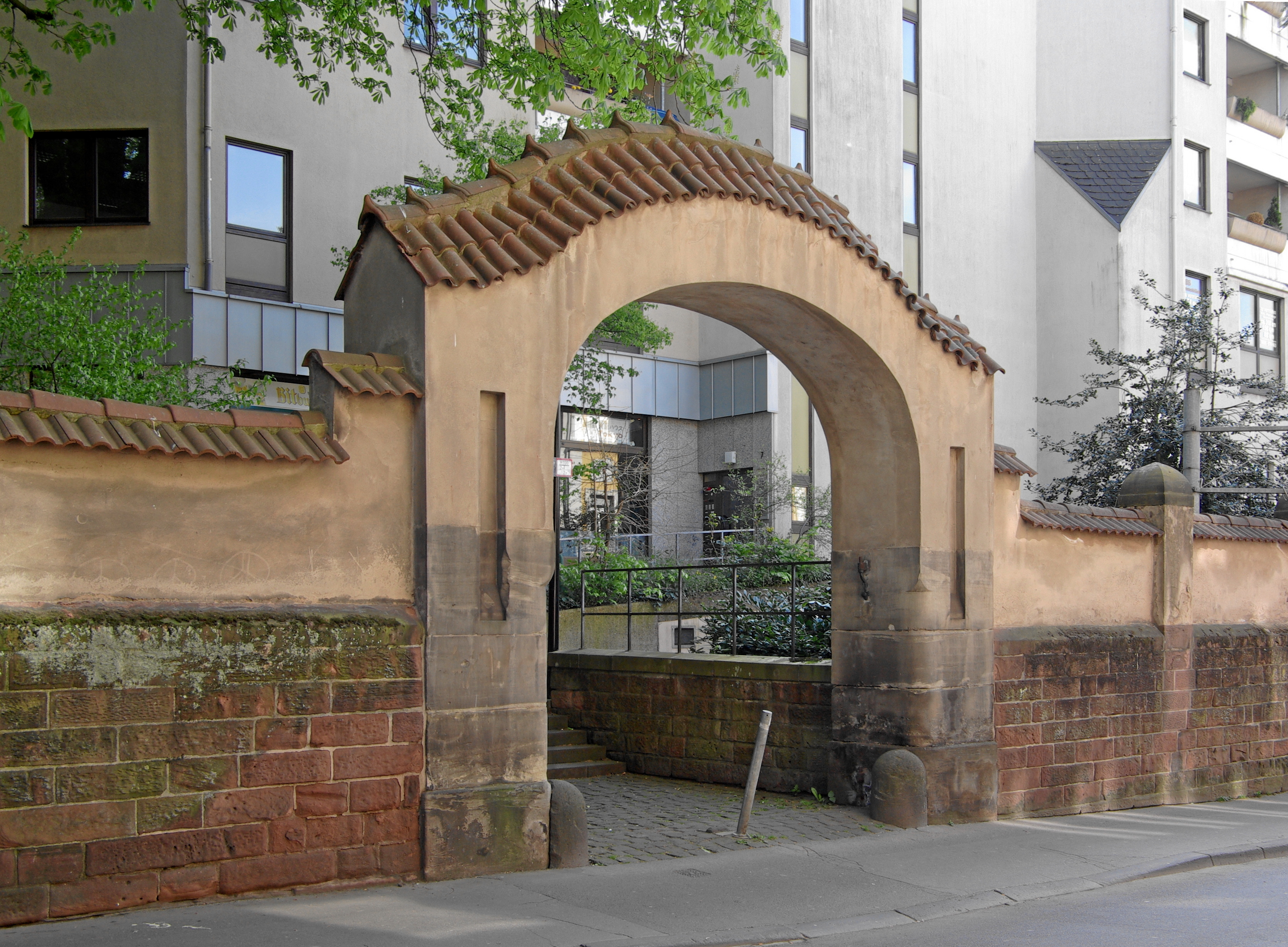
Torbogen mit Überresten der Einfriedung an der Moselstraße

Heute sind vom Vereinshaus nur noch das südöstliche historische Eingangsportal und Teile der nördlichen Jugendstilmauer erhalten, die beide heute zum Gelände der Treviris-Passage gehören.

## Architektur

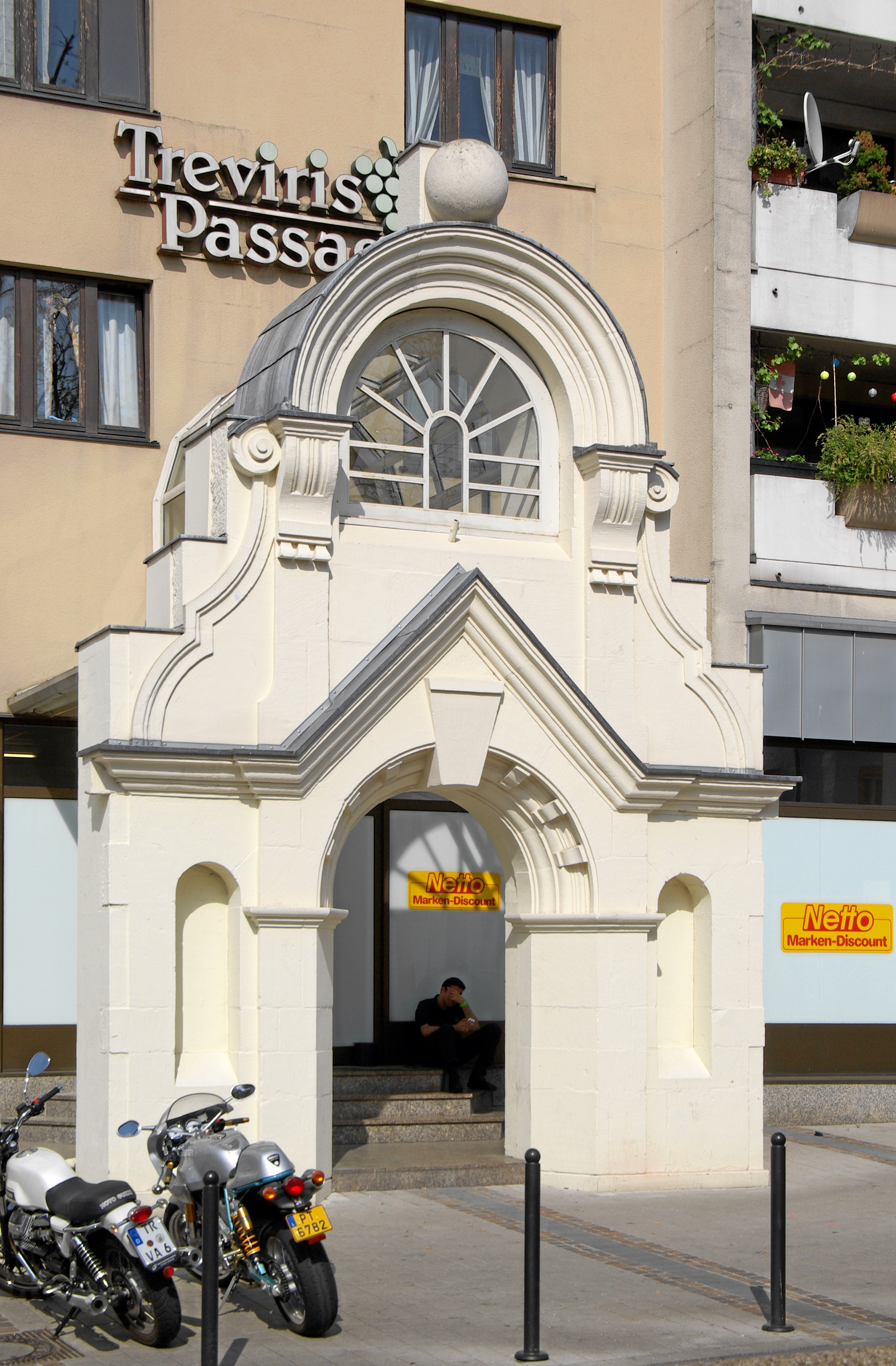
Erhaltener Portalbau des Treviris

Der ab 1895 errichtete Gebäudekomplex bestand aus mehreren einzelnen Bauten, die sich entlang der Jakobstraße (Hausnummern 29–31) erstreckten. Um 1900 wurde er um eine Einfriedung ergänzt. Das Hauptgebäude zeichnete sich vor allem durch seine dreigeschossige und dreiachsige Bauweise und seine Binnengliederung über zwei schlichte Gurtgesimse und reduzierte Ecklisenen aus.

### Hausnummer 28
Das Gebäude hatte eine Neorenaissance-Fassade. Sie war zweigeteilt mit zwei verschiedenen Firsthöhen. Auf der einen Seite hatte sie einen geschwungenen Giebel, auf der anderen einen Turmaufsatz. Zudem hatte sie zwei getrennte, in ihren Stilen jeweils unterschiedliche Eingänge. Auf diese Weise wurde auf die damals vorhandene Nachbarbebauung Rücksicht genommen. Im linken Gebäudetrakt befand sich die Weinhandlung, im rechten eine Bibliothek. Dem rechten Komplex war ein Portalbau vorgelagert. Er ist bis heute erhalten und wurde vor den modernen Bau gestellt. Am Haupteingang befand sich ein monumentaler Portalbau, der von einer mit Personenpforte und Toreinfahrt ausgestatteten Einfriedung umgeben war.

### Hausnummer 29
Von den vom Verein entlang der Jakobstraße gekauften Gebäuden blieb nur das mittlere stehen. Es stammte aus dem Jahr 1800 und hatte eine einfach gegliederte, zweigeschossige klassizistische Fassade mit einem strengen Eingangsportal. Hofseitig waren in der Fassade neogotische Architekturelemente integriert. Das Erdgeschoss des Gebäudes wurde als Restaurant und Probierstube der Weinhandlung genutzt. Im Geschoss darüber befanden sich mehrere Gesellschaftsräume. Eine schlechte Nachbildung dieses Gebäudes mit fehlenden Eingangsstufen und nie gebauten seitlichen Fassaden wurde 1985 am Stockplatz errichtet.

### Hausnummer 30
Das Gebäude mit der Hausnummer 30 wurde ebenfalls um 1900 errichtet, wahrscheinlich anstelle einer Vorgängerbebauung. Das zweigeschossig ausgeführte Gebäude sprang gegenüber der übrigen Straßenfluchtbebauung der Jakobstraße um exakt fünf Meter zurück. Dieser bereits im 11. Jahrhundert vorhandene Rücksprung ermöglichte dem Architekten eine von der Nachbarbebauung losgelöste Fassadengestaltung mit großformatigen Fenstern, die auf eine halböffentliche Nutzung hinwies. Im Erdgeschoss lagen zunächst zwei Säle für den Katholischen Arbeiterverein. Im Obergeschoss waren Räumlichkeiten für den Katholischen Lehrlingsverein. Später wurden die Flächen gastronomisch genutzt.

### Saalbau
Hauptelement des Komplexes war der historisierende Saalbau. In der Festschrift des Katholischen Vereinshauses Treviris zum Musik-Feste der Städte Trier, Coblenz, Saarbrücken und St. Johann am 20. und 21. Mai 1900 wird er wie folgt beschrieben:

„Auch bei der Ausarbeitung und Feststellung des neuen Projects ging man von weitschauenden Gesichtspunkten aus. Der geniale Plan des Regierungs-Baumeisters Menken in Berlin wurde unter vielen ausgewählt und von demselben ausgeführt. Der Neubau ist in modernem Styl gehalten und aus dem vorzüglichsten Material gebaut. Die Grundfläche des Gebäudes beträgt 1569 qm, die des Grundstückes 6300 qm. Der Concertsaal hat 1250 qm Fläche bei 11000 cbm Inhalt und kann Sitzplätze für 2500 Personen bequem aufnehmen.“

Der Saalbau stach aus der damaligen Stadtstruktur Triers heraus. Mit der geschickten Platzierung des Saalbaus in der Mitte des großen Grundstücks war die eindrucksvolle Größe des Bauwerks für Passanten auf der Straße jedoch kaum wahrnehmbar, denn zum einen lag er hinter den oben beschriebenen Gebäuden nicht unmittelbar an der Jakobstraße, und zum anderen hielt das Gebäude auch Abstand zur Moselstraße, womit er außerdem hinter der heute noch vorhandenen Einfriedung und dem Baumbestand weitgehend verborgen war. Lediglich vom Pferdemarkt aus konnte man den Saalbau ungestört sehen, allerdings nur die fensterlose und kahle Giebelwand.
Die Gebäudeform des Saalbaus folgte ihrer inneren Funktion: Die enorme Höhe des Gebäudes resultierte aus der Raumhöhe des Festsaals im ersten Obergeschoss. Auch die Fassadengestaltung entwickelte sich aus dem prächtigen Innenleben. Über zwei großen Fenstern im zweiten Obergeschoss befanden sich gebogene Giebel, welche die Fassaden der beiden Längsseiten ebenso prägten wie die vor der Saalwand aufragenden Treppentürme. Auf der zur Moselstraße gewandten Seite befanden sich im Erdgeschoss eine überdachte Terrasse und der mit Jugendstilmotiven verglaste Weinsalon. Über eine Freitreppe konnte auch die darüber liegende Terrasse erschlossen werden. Von ihr konnte man auch zu den Festsälen gelangen. Über dieser Terrasse lag im zweiten Obergeschoss zurückversetzt noch eine weitere Terrasse, die von den Emporen des Festsaals aus zugänglich war. Der Garten zwischen Saalbau und Moselstraße wurde für gastronomische Zwecke genutzt und hatte einen Musikpavillon.
Zugang zum Saalbau bestand über eine Hausdurchfahrt an der Jakobstraße oder durch das heute noch vorhandene Tor an der Moselstraße. Es gab von beiden Seiten Eingänge in das Gebäude, außerdem einen Eingang für Besucher, die mit Kutschen oder später mir Autos vorfuhren. Alle drei Eingänge führten zu einer großen Garderobe. Neben ihr gab es im Erdgeschoss noch Küchen und den Weinsalon. Vom Erdgeschoss führte eine großzügige einläufige Treppe hinauf ins erste Obergeschoss zum kleinen Festsaal, der als Foyer oder dank seiner versenkbaren Zwischenwand auch für kleinere Veranstaltungen genutzt werden konnte. Darüber lag der zweigeschossige Festsaal, in dem eine Bühne, eine große Orgel und eine an drei Seiten umlaufende Empore standen.
Der große Festsaal wurde von einer freitragenden dreibogigen Decke überspannt. Die großen Fenster oberhalb der Empore ermöglichten eine optimale natürliche Beleuchtung. Die Innenausstattung war reich an Jugendstilelementen – von den Glasmalereien über die Stuckelemente bis hin zu den Türverkleidungen.
Schon zu seiner Eröffnung wurde der Festsaal von der Presse gelobt:

„Das Innere macht einen überaus noblen Eindruck und kommt seiner Bestimmung, den Besucher zur Freude zu stimmen, sowohl durch die angewendeten Formenelemente, als auch durch die gewählten Farbendekorationen des Materials in künstlerisch vollendeter Weise nach.“

Aber nicht nur die Architektur begeisterte Presse und Besucher, sondern auch die Akustik. Bezeichnend war, dass es kein „Verwischen der Klangwellen“ gab und das Orchester im ganzen Raum gleich gut zu hören war.
Der Saalbau und seine Räumlichkeiten wurde bis zuletzt für unterschiedliche Veranstaltungen wie Konzerte, Karnevalssitzungen, Tanzbälle, Tagungen, Ausstellungen, Betriebsfeiern und Weinveranstaltungen genutzt.

### Orgel
Ob der Einbau einer Orgel bereits von Anfang an geplant war, ist nicht geklärt. Das mit 2.500 Pfeifen ausgestattete Musikinstrument wurde am 19. Oktober 1900 der Öffentlichkeit vorgestellt. Gebaut hatte sie die Fabrik für Orgelbau H. Voit & Söhne in Durlach; sie trug die Opuszahl (Herstellungsnummer) 896. Seinerzeit wurde die Orgel als Gewinn für die Trierer Musikszene angesehen.
Als von 1947 bis 1949 die Treviris als Stadttheater genutzt wurde, wurde die Orgel versetzt, um eine bessere Bühnentiefe zu erreichen. Durch diese Verlegung wurde sie ihrer Funktion und Konzeption als Konzertorgel nicht mehr gerecht. Daraufhin wurde die Werkstatt Gebrüder Späth aus Ennetach-Mengen mit dem Wiederaufbau der Orgel an ihrem ursprünglichen Standort beauftragt. 1970 wurde der Konzertbetrieb jedoch eingestellt und nicht wieder aufgenommen. Vor dem Abriss der Treveris wurde die Orgel an die Filialkirche St. Martin in Mückeln unentgeltlich abgegeben.

### Weinkeller
Unter dem Treviris-Komplex befanden sich riesige Weinkeller, in denen bis zu 1.000 Fuder in Fässern und über 250.000 Flaschen gelagert werden konnten. Das Weingeschäft erlebte nach 1900 unter der Leitung von Friedrich Wilhelm Heß einen beträchtlichen Aufschwung und war eine wichtige wirtschaftliche Einnahmequelle. Moselweine von der Treviris wurden in die ganze Welt geliefert.
Vor dem Ersten Weltkrieg wurden die meisten Weine nach Russland sowie Nord- und Südamerika exportiert. Nach 1945 verlagerten sich Vermarktung und Verkauf jedoch immer mehr auf die Erzeugerbetriebe.

## Treviris-Passage

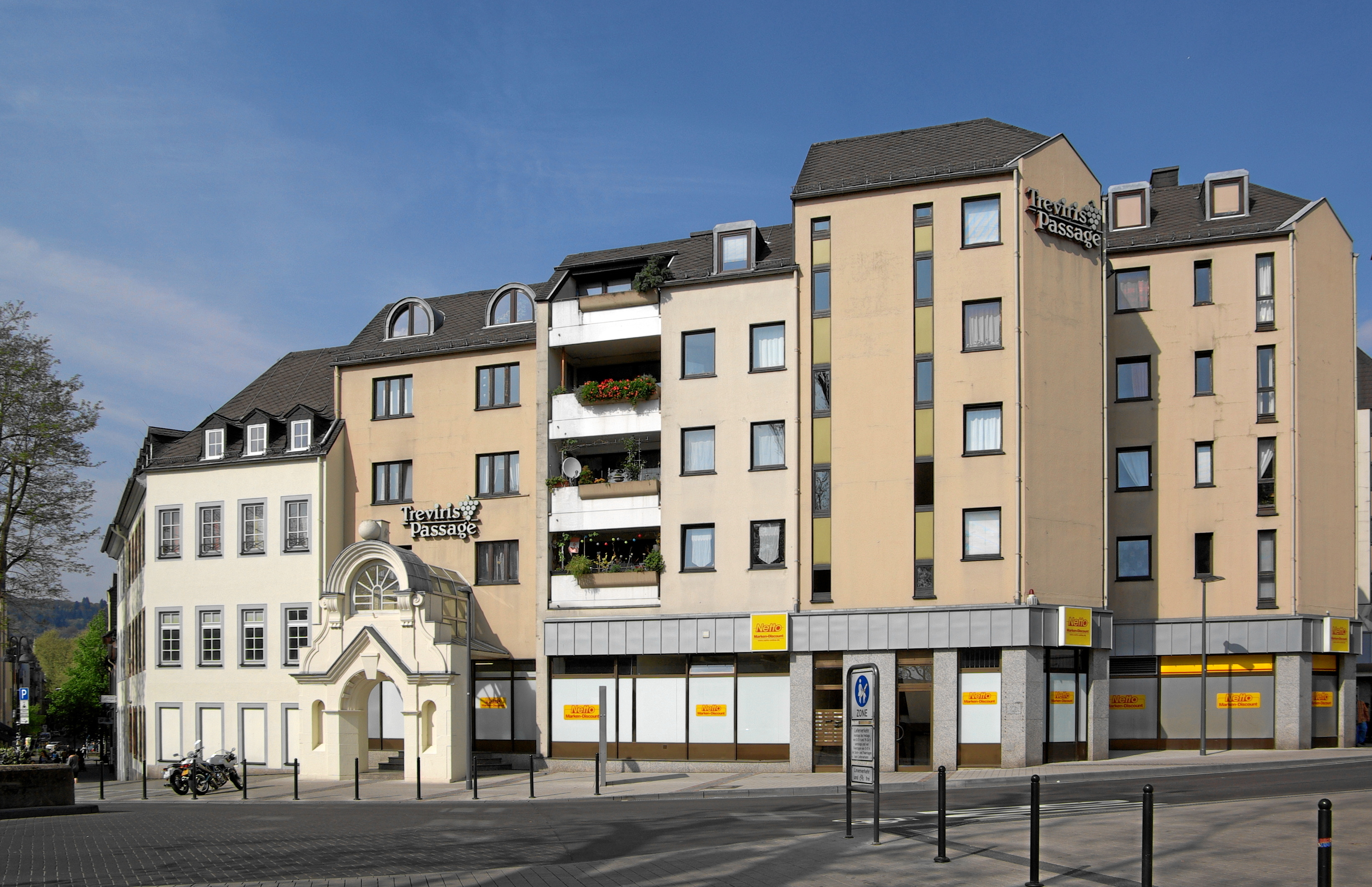
Südostseite der Treviris-Passage, mit historischem Portal (2014)

Zwischen dem Abriss der letzten Vereinshaus-Altbauten, 1982, und der Eröffnung der Treviris-Passage, 1984, vergingen nur zwei Jahre. Der Neubaukomplex besteht aus mehreren Häusern mit über 100 Wohnungen und zwei Geschäftsetagen, der namensgebenden überdachten Einkaufspassage. Spätestens seit der Jahrtausendwende geriet das Areal zu einem Sorgenkind: Gewerbe- und Verkaufsflächen wechselten häufig die Mieter oder standen gleich ganz leer. Damit einhergehend zeigten sich im Umfeld zunehmend Zeichen der Verwahrlosung. Die am östlichen Passagen-Eingang nahe der Bushaltestelle befindlichen Sitzbänke gerieten zu einem Trinker-Treffpunkt, bevor man sie (auch) wegen Gefahr herabstürzender Fassadenteile zeitweilig einzäunte. Der Negativentwicklung eine nachhaltige Wende zu geben, gelang nicht. Im Sommer 2021 verkündete die langjährige Eigentümerin, die R+V Versicherungsgruppe, den Gebäudebestand sanieren zu wollen; ein Jahr später stoppte sie die Pläne, weil Kredit- und Baukosten inzwischen zu stark gestiegen seien. Im Frühjahr 2023 wurde bekannt, dass die Stadtwerke Trier und die Volksbank Trier die Treviris-Passage erwerben wollen. Anschließend wolle man das gesamte Areal sanieren und in einen Wohnbereich mit viel Außengrün verwandeln. Von dem ab dem ersten Halbjahr 2024 geplanten, wahrscheinlich mehrjährigen Umbau der Anlage wären rund 50 Mietparteien betroffen; die andere Hälfte der Wohnungen steht inzwischen leer. Der Kauf soll zu 80 Prozent über Kreditaufnahme und zu 20 Prozent über Eigenkapital der Gesellschafter bewältigt werden. Die Stadtwerke erhoffen sich Synergieeffekte: Das in der Passage angesiedelte Stadtbus-Servicecenter soll, in Kooperation mit dem Verkehrsverbund Region Trier, zu einem Ticketshop ausgebaut werden. Für SWT-Mitarbeiter könnten Werkswohnungen entstehen, die Mieter außerdem Dauer-Stellplätze im benachbarten Parkhaus Hauptmarkt erhalten, das die Stadtwerke ebenfalls betreiben.
Mitverantwortlicher Architekt war seinerzeit Michael Strobel (* 1951), der erst 1982 bei der Stadt Trier, als stellvertretender Leiter des Hochbauamts sowie als persönlicher Referent des damaligen Baudezernenten Hans Petzholdt (CDU), angestellt worden war. In Strobels Aufgabenbereich fielen zeitgleich die Umgestaltung des Basilika-Vorplatzes und des Nikolaus-Koch-Platzes sowie die Sanierung der ehemaligen Tuchfabrik (Tufa) als Ort der Ausstellung „2000 Jahre Stadtgestaltung“, anlässlich der 2000-Jahr-Feier der Stadt Trier, 1984. Strobel stieg 1990 zum Chef des Hochbauamts auf, 2005 wurde er Leiter des städtischen strategischen Gebäudemanagements. Bei Strobels Verabschiedung in den Ruhestand, 2017, erklärte Udo Hildebrand, damaliger Leiter des Trierer Zentralen Organisations- und Informationstechnologie-Amts (heute Amt für Organisation), „Michael Strobel hätte vieles sehr viel schöner bauen können, wenn ihm die hierzu erforderlichen Mittel zur Verfügung gestanden hätten“.